# Pedro Checa
Pedro Fernández Checa, més conegut com a Pedro Checa (València, 1910 - Mèxic, 6 d'agost de 1942) fou un polític comunista espanyol.

## Biografia

### Primers anys
Pedro Checa va néixer l'any 1910, a la ciutat de València. Va cursar estudis de tècnic industrial i va treballar com a delineant. Va passar per Sevilla, on va tenir contacte amb el que després seria el secretari general del partit, José Diaz. A Madrid es va integrar en un petit grup d'esquerra que publicava un periòdic anomenat Rebelión, del que també formava part Manuel Navarro Ballesteros (que posteriorment dirigiria Mundo Obrero). Va adquirir en aquest grup cert bagatge teòric i va ingressar amb la resta de la seva organització al Partit Comunista d'Espanya poc abans de la proclamació de la Segona República Espanyola gràcies a la influència de José Diaz. Checa tenia una gran capacitat de treball, així com una enorme timidesa. Durant la seva militància al PCE sempre va tenir una reputació de persona honesta i treballadora, essent una de les persones més apreciades pels militants.
Tot i la seva joventut, es va incorporar al Comitè Central del partit el 1932, juntament amb Dolores Ibárruri i Jesús Larrañaga després de la defenestració de José Bullejos per part de la Komintern i l'accés a la secretaria general de José Díaz.
El 1935, per indicació de la Komintern en fou nomenat secretari d'organització.. No obstant, l'historiador Gregorio Morán indica diverses vegades que quan la Komintern dona l'ordre del nomenament de Checa com a secretari d'organització del PCE, aquest no era ni tan sols suplent del Comité Central.

### Guerra Civil
Durant la guerra civil espanyola va liderar el PCE, juntament amb la Pasionaria, a causa de la malaltia que sofria el secretari general José Díaz. En novembre de 1936, al produir-se l'evacuació del govern a València, la direcció del partit del PCE va romandre a Madrid (a diferència de les direccions de la resta de partits) i Checa va negociar amb el general Miaja, juntament amb Antonio Mije, la participació dels comunistes en la Junta de Defensa de Madrid (es van fer amb tres conselleries: Guerra, Proveïments i Ordre públic, en les persones d'Antonio Mije, Pablo Yagüe i Santiago Carrillo, respectivament; Yagüe en representació de la UGT i Carrillo en representació de les Joventuts Socialistes Unificades.
Per a llavors, Checa ja hi treballava per als serveis secrets soviètics, la NKVD i, com a secretari d'organització, era també el responsable de l'aparell secret o il·legal del partit, compost de quadres especials que, per exemple, tenien experiència en l'eliminació de falangistes. També era l'enllaç de la NKVD. Com a tal, diversos autors l'han responsabilitzat d'haver ordenat les masacres de Paracuellos, com Ángel Viñas (que afirma que va ordenar els assassinats massius per ordre o suggeriment de la NKVD):
| « | la seva responsabilitat tant a l'espurna inicial com en la supervisió i vigilància de l'operació es innegable | » |

Julius Ruiz, per la seva part, sense implicar directament a Checa, sosté que els assassinats foren gestionats i promolguts fonamentalment per espanyols, amb els soviètics com a simple suport. Durant la contesa també va proposar organitzar grups guerrillers amb els que havien fugit de les zones ocupades pels revoltats, encara que fins a setembre de 1937 no li deixaren organitzar amb aquestes forces el XIV Cos d'Exèrcit. A la faceta de dirigent comunista, Checa va ser un dels interlocutors del PCE en les conversacions, finalment fallides, que es van portar a terme amb el PSOE per abordar la fusió d'ambdues organitzacions.
Al produir-se la derrota a la batalla de l'Ebre i l'arribada de les tropes de Franco al Mediterrani, Checa va romandre a Madrid, amb Luis Cabo Giorla, Jesús Hernández, Isidoro Diéguez i Antonio Mije, mentre que el centre principal de la direcció comunista s'instal·lava a Barcelona. Quan es va produir la caiguda de Catalunya, davant l'absència de José Díaz, Checa, Dolores Ibárruri y Manuel Delicado varen formar un secretariat de tres membres que va tomar la direcció del partit i es va instal·lar als voltants del govern. Després del retorn del govern a la zona centre-sur, el 12 de febrer de 1939, la direcció del PCE es va instal·lar en Elda, a l'anomenada posició Dakar, propera a la posició Yuste que ocupava el govern. Alhora, les tensions dins del camp republicà entre els partidaris de la continuació de la guerra i els de la negociació es varen incrementar i Checa va ser un dels dirigents del PCE que van començar a fer preparatius per afrontar una possible sublevació militar. Simultàniament, va reiterar el seu suport al president Negrín i la seva política de resistència a ultrança, va formar part de la delegació del partit que, encapçalada per la Pasionaria va visitar al president per expressar el seu suport i li va proposar per a través del coronel Antonio Cordón, una sèrie de nombraments militars que permetia mantenir en mans fiables l'exèrcit i la flota per preparar l'evacuació dels dirigents republicans, civils i militars.
No obstant això, el 4 de març es va produir una insurrecció antigovernamental a la base naval de Cartagena que ràpidament va esdevenir en sublevació profranquista que va ser reduïda en dos dies per la 206a Brigada Mixta, al comandament d'Artemio Precioso Ugarte. El 5 de març, Checa, Fernando Claudín, Palmiro Togliatti i altres dirigents comunistes es varen desplaçar al lloc de comandament de la 206a Brigada per insistir en la necessitat de reduir la rebel·lió. El 6 de març es va produir el cop d'estat del coronel Casado, motiu que va originar la fugida definitiva del govern des de la base aèria de Monóvar. La plana major del PCE es trobava concentrada als voltants i va realitzar una reunió d'urgència en la qual també es va acordar abandonar el país per avió, el que varen portar a terme entre el 6 i 7 de març. Només va romandre en Espanya Checa, juntament amb Fernando Claudín i Palmiro Togliatti, amb l'objectiu d'evacuar a tots els quadres comunistes que poguessin localitzar i de mantenir una estructura clandestina del PCE . No obstant, no varen poder contactar amb unitats militars comunistes per a oposar-se a la rebel·lió perquè van ser detinguts per forces casadistes i traslladat a la presó d'Alacant on van ser posats en llibertat després d'apel·lar al comandant local del SIM, Prudencio Sayagués, antic amic de Claudín del temps de la Federació Universitària Escolar, que els va traslladar a Albacete. Perseguits pels casadistes, Checa va enviar instruccions a Madrid perquè les tropes dirigides pels comunistes negociessin amb els partidaris de Casado, que no varen ser obeïdes i van ser capaços de publicar el dia 12 de març una declaració pública en nom del Buró Polític del PCE (si bé, Jesús Hernández, dirigent comunista també i comissari del Grup d'Exèrcits de la zona centre-sur, que es trobava lluitant també contra els sublevats, se'ls havia avançat, formant un nou Buró Polític i publicant un manifest en nom de la nova direcció el día 9 de març) . Els intents de reduir la sublevació, especialment a Madrid, van ser inútils i la moral dels quadres i militars comunistes es va enfonsar. Durant els últims dies de la guerra, es va intentar organitzar el partit per a la clandestinitat, amb una nova direcció amb Jesús Larrañaga al capdavant.

### Exili
Pedro Checa va morir a Mèxic un dia d'agost de 1942; desapareixia amb ell un dels escassos indiscutits de la direcció del partit. Un home que gaudia d'un prestigi sense discussió, el dirigent que, segons la mitologia del partit, tenia dos mil quadres al cap, que havia treballat juntament amb Togliatti durant la seva estada en Espanya. Un model de discreció, de tacte, de naturalitat. L'estimaven els militants sense témer-lo i, això, coneixent el funcionament del partit, és dir molt. En Checa no hi havia un home ambiciós sinó sencillament un individu amb fe i amb notable capacitat de treball  
El 24 de març Checa va ordenar a Artemio Precioso que les seves tropes prenguessin l'assalt a l'escola de vol de Totana. Els últims dirigents comunistes que quedaven en Espanya, Checa, Hernández, Claudín y Togliatti, van partir en els avions disponibles cap a l'Algèria francesa, poc abans que es dugués a terme el lliurament pactat de les forces aèries republicanes a Franco. Van prendre terra a Orà. Després van ser enviats a França, des d'on van embarcar cap a la Unió Soviètica amb altres dirigents comunistes el 17 de maig. Allí, varen participar en les reunions que es van portar a terme entre la Komintern i la direcció del PCE per dilucidar les causes de la derrota . Checa va ser l'autor d'un dels informes descrivint els últims dies de la guerra, que Gregorio Morán descriu com un tou anàlisi. Les resolucions, tant de la Komintern com del comitè central del PCE, van carregar les tintes sobre Checa, Togliatti, Uribe i Hernández, als quals es va acusar de ser els responsables de no haver estat en condicions d'oposar-se al cop de Casado. Existia l'interès per part de la Komintern d'eximir-se de tota responsabilitat i de salvaguardar la Pasionaria, de qui es preveia que havia de substituir com a secretari general a Díaz, greument enferm. Les conclusions, no obstant, no es van traduir en degradacions o expulsions. Per atra part, Checa va formar part també de la comissió que formava la Komintern i la direcció del PCE per a la distribució dels emigrats comunistes espanyols a la Unió Soviètica.
A finals de juliol va ser enviat de nou a França. Es trobava en aquest país quan es va produir la signatura del Pacte Mólotov-Ribbentrop, entre l'Alemanya nazi i els soviètics en agost de 1939, que va produir la il·legalització dels partits comunista francès i espanyol. A finals d'any, va poder sortir del país cap a Amèrica per ordre de Victorio Codovilla. Primer es va instal·lar a Cuba, que mantenia comunicacions marítimes amb l'Espanya franquista, el que afavoria el contacte amb l'interior. Poc després es va desplaçar a l'exili republicà espanyol a Mèxic. on va viure sota una identitat falsa (Pedro Fernández Izquierdo), que havia obtingut en l'illa antillana. Tot i que no va formar part del secretariat americà del PCE, va assistir a les seves reunions, dedicant-se a l'organització del partit i a les missions que li hagués encarregat la Komintern en Amèrica Llatina. Les seves activitats a Mèxic són poc conegudes, però existeixen informacions que l'involucren en l'assassinat de Trotski (segons un informe confidencial enviat per una militant comunista a la direcció del PCE a Moscou, amb relació a Checa i a l'assassinat del dirigent comunista:
| « | El partit –en Mèxic– ha estat informat de que la policia –mexicana– té un arxiu en el qual es registra detalladament l'activitat dels camarades espanyols. Sobre Checa, està registrat que treballa per encàrrec de la GPU, que té en les seves mans tots els fils de la conspiració i que viu amb aquest nom. | » |

No obstant, la salut de Checa era delicada d'ençà que durant la Guerra Civil havia contret la tuberculosi. A partir de març de 1941 no va abandonar el llit degut al seu precari estat de salut. Va morir el 6 d'agost de 1942 a conseqüència de les complicacions d'una apendicectomia. La primera guàrdia d'honor al seu cadàver la varen fer Joan Comorera, Antonio Mije, Ángel Álvarez i Federico Melchor.

## Obres
- Checa, P «Que es i com funciona el Partit Comunista/Qué es y cómo funciona el Partido Comunista». Ediciones Europa-América. Ediciones Europa-América, 1937. Arxivat de l'original el 2014-02-27 [Consulta: 23 febrer 2014].